# Encyclia peraltensis
Encyclia peraltensis är en orkidéart som först beskrevs av Oakes Ames, och fick sitt nu gällande namn av Robert Louis Dressler. Encyclia peraltensis ingår i släktet Encyclia och familjen orkidéer. Inga underarter finns listade i Catalogue of Life.